# Арт Шпигелман
Арт Шпигелман (рођен 15. фебруара 1948. у Стокхолму) је амерички писац и илустратор чији је серијал о холокаусту Маус допринео да стрип, односно графички роман коначно постане признат као озбиљна уметничка форма, софистицирани књижевни медиј за одрасле. Због тога се сматра једним од најважнијих стрип аутора.
Шпигелман је за ово своје дело, које представља биографску причу његовог оца, пољског Јеврејина који је преживео холокауст, 1992. године добио Пулицерову награду, што је био први пут да се неки графички роман пробио на листу бестселера. До тада је ова врста литературе углавном била маргинализована и није сматрана књижевним делом.

## Детињство и школовање
Арт Шпигелман је рођен 1948. године у Стокхолму (Шведска), у породици Владека и Ање Шпигелман, пољских Јевреја. Још као дете, 1951. године, са родитељима је емигрирао у Сједињене Америчке Државе.
Од 1963. до 1965. године похађао је Средњу школу за уметност и дизајн у Њујорк Ситију и одмах након тога уписао се на колеџ Харпур (данас Универзитет Бингамтон). Упркос жељама својих родитеља да постане стоматолог, Шпигелман студира уметност и филозофију.

## Професионални рад
Шпигелман почиње професионално да се бави илустрацијом већ са 15 година, када објављује своје прве радове. На колеџу наставља да објављује радове и постаје уредник школског забавног часописа.
Одмах пошто је дипломирао, 1968 године, придружио се револуционарном покрету америчког андерграунд стрипа. Током седамдесетих редовно објављује у андерграунд публикацијама. Под псеудонимима Џо Катрејт или Скитер Грент створио је серију стрипова који су дефинисали сензибилитет пост-хипи стрипова, а са Билом Грифитом оснива утицајни независни стрип магазин Arcade.
Поред каријере стрип цртача Шпигелман је био и уредник многих стрип ревија. Године 1980. издаје чувену стрип ревију RAW која је представљала нову генерацију америчких, али и европских андерграунд аутора.
Светску славу је постигао серијалом Маус, заснованом на стварној причи о судбини свог оца, пољског Јеврејина који је током Другог светског рата био затвореник злогласног логора Аушвиц. За ово дело Шпигелман је 1992. године добио Пулицерову награду, због чега се сматра једним од најважнијих стрип аутора, чији је опус учинио да стрип коначно постане признат као озбиљна уметничка форма.